# الیوت ریچاردز
الیوت ریچاردز (انگلیسی: Eliot Richards؛ زادهٔ ۱۰ سپتامبر ۱۹۹۱) بازیکن فوتبال اهل بریتانیا است.
از باشگاه‌هایی که در آن بازی کرده‌است می‌توان به باشگاه فوتبال بریستول راورز، باشگاه فوتبال ترانمره راورز، باشگاه فوتبال اکستر سیتی، باشگاه فوتبال چلتنهام تاون، و باشگاه فوتبال بث سیتی اشاره کرد.
وی همچنین در تیم‌های ملی فوتبال Wales national under-19 football team و زیر ۲۱ سال ولز بازی کرده‌است.